# Fairey Fox
Фері Фокс (англ. Fairey Fox) — британський легкий бомбардувальник, розроблений компанією Fairey Aviation для повітряних сил ВМФ Британії в другій половині 1920-тих років.

## Історія
В 1923 році на авіаційних перегонах гідропланів «Кубок Шнейдера», що відбувався в Британії, переміг американський літак Curtiss CR-3 з двигуном Curtiss D-12 потужністю 480 к.с. Головний конструктор компанії Fairey Річард Фері зацікавився цим двигуном, оскільки перебував в пошуках двигуна для заміни бомбардувальника Fairey Fawn, і почав переговори на початок ліцензійного виробництва цього двигуна в Британії. Окрім двигуна також планувалось купити ліцензію на фірмовий повітряний гвинт, радіатори в крилах і обтічну обшивку фюзеляжу.
Хоча ліцензійне виробництво двигуна так і не було почате, Fairey змогли імпортувати 50 американських двигунів і почати виготовлення свого літака, який отримав позначення «Фокс» (англ. Fox). Перший прототип здійнявся в повітря 3 січня 1925 року і хоча, в результаті випробувань, виявили ряд недоліків, «Фокс» був на 64 км/год швидший за наявний на озброєнні Fairey Fawn. Через використання американського двигуна, британське міністерство авіації не ризикнуло робити велике замовлення на літак і перший контракт склав тільки 18 літаків, для яких було складено специфікацію 21/25. Перші «Фокси» були готові вже в грудні 1925 року і надійшли на озброєння 12-ї ескадрильї в Андовері. Пізніше було зроблено нове замовлення на ще 9 літаків. Коли з'явився новий британський двигун Rolls-Royce F.XIIA було вирішено замінити ним Curtiss D-12, що б позбавитись залежності від експорту. Ця модифікація отримала позначення Fox IA. Прототип піднявся в повітря 29 серпня 1927 року, але ще з двигуном Rolls-Royce F.XI, а повністю переобладнаний літаки були готові в грудні 1928.
В 1926 році міністерство авіації видало нову специфікацію 12/26 на легкий бомбардувальник і цього разу Fairey вирішили запропонувати нову модифікацію «Фокса» — Fox IIM. Він мав металеву конструкцію з тканинною обшивкою, і двигуном Rolls-Royce F.XIB потужністю 480 к.с. Проте в цей ж час Hawker Hart виготовлявся серійно, а «Фокс» не мав переваг над ним, тому королівські ВПС відхилили проєкт. Fairey вирішили запропонувати Fox IIM на експорт в результаті чого ним зацікавилась Бельгія. В січні 1931 року було замовлено 12 літаків, перші три з яких перелетіли до Бросселю вже через рік.
Дочірнє бельгійське підприємство Avions Fairey відкрило нову фабрику поблизу Шарлеруа для виробництва «Фоксів» за ліцензією. Перший бельгійський «Фокс» полетів 21 квітня 1933 року, а за записами компанії до 1939 року було виготовлено 177 різних варіантів літака. Виготовлялись варіанти з двигунами Rolls-Royce Kestrel IIS і V, Hispano-Suiza 12Y, а також один прототип з радіальним двигуном Armstrong Siddeley Serval. В деяких модифікаціях також була закрита кабіна. Також виготовлялась винищувальна модифікація Mk VII Mono-Fox, більш відома за неофіційним прізвиськом «Кенгуру» (англ. «Kangourou»), який отримала через великий радіатор під фюзеляжем.
Наймасовішим з бельгійських «Фоксів» був варіант Mk VI з двигуном Hispano-Suiza 12Ydrs потужністю 860 к.с., закритою кабіною і обтічниками на шасі. Це все дозволило досягти максимальної швидкості 354 км/год, злітної відстані тільки 55 метрів і часу підйому на 6000 м — 8,5 хвилин. Бельгійські ВПС мали на озброєнні 94 такі літаки, які активно використовувались під час німецького наступу.
В Британії теж продовжувалось виробництво «Фоксів», але в значно менших обсягах. Відомо про шість виготовлених гідролітаків для армії Перу, але в королівських ВПС вони були замінені на Hawker Hart ще в 1931-32 роках.

## Модифікації

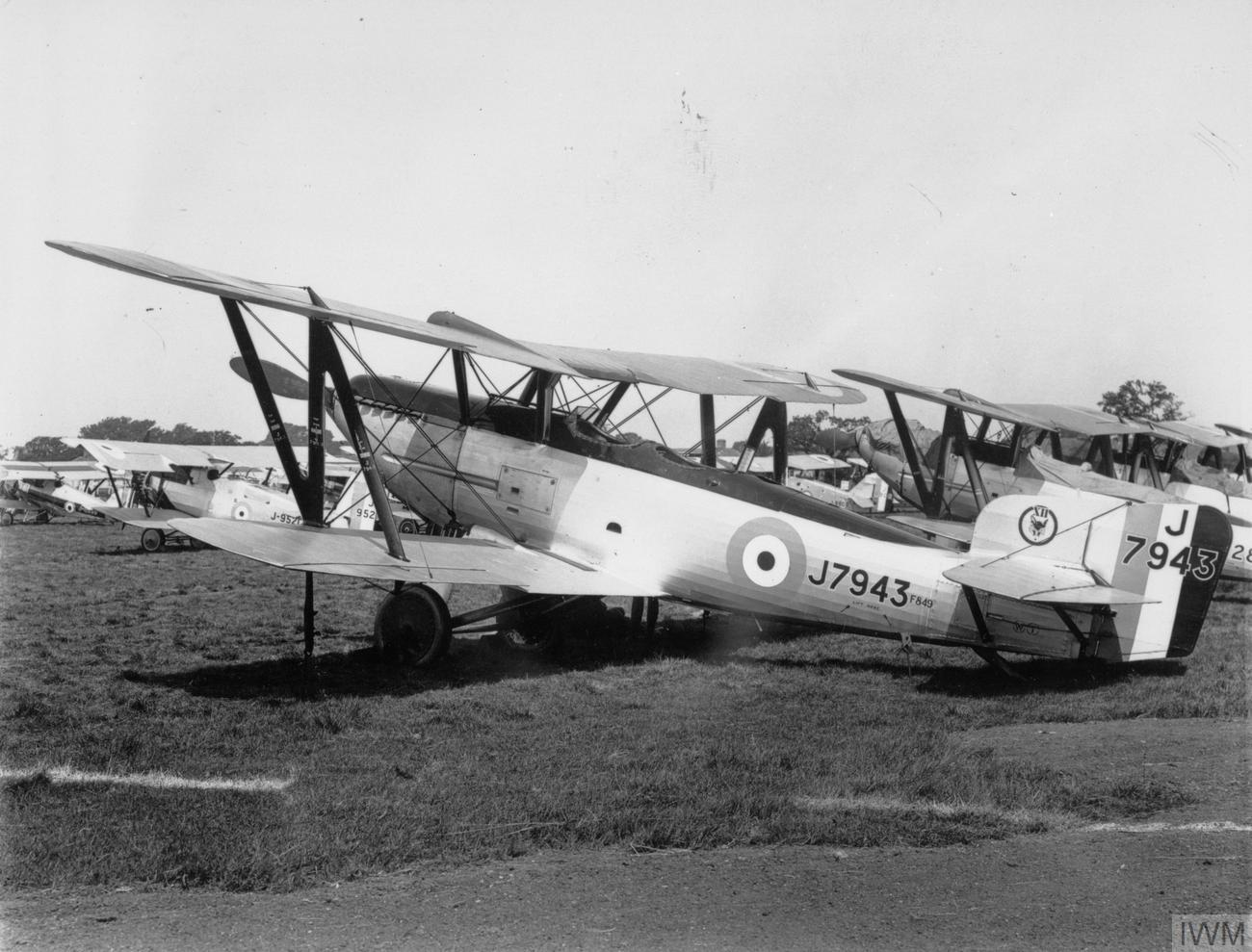
Британські Fox I на озброєнні 12-ї ескадрильї. 1929 рік.

- Fox I — легкий бомбардувальник з двигуном Curtiss D-12 потужністю 450 к.с (338 кВт). (25 екз, разом з прототипом)
  - Fox IA — Fox I з двигуном Rolls-Royce Kestrel потужністю 490 к.с. (366 кВт) (побудовано 3, ще 8 переобладнано з Fox I)
- Fox IIM — легкий бомбардувальник з двигуном Rolls-Royce Kestrel IB потужністю 480 к.с. (один прототип)
- Fox II — серійний варіант Fox IIM для Бельгії. Оснащувався двигуном Kestrel IIS з нагнітачем. (12 побудовано в Британії, ще 31 в Бельгії)
- Fox III — бельгійський двомісний навчальний варіант (Fox Trainer) з двигуном Armstrong Siddeley Serval потужністю 360 к.с. (один прототип)
  - Fox IIIS — бельгійський навчальний варіант з двигуном Kestrel IIMS (5 екз.)
- Fox IIIC — бельгійський бомбардувальна/розвідувальна модифікація з двигуном Kestrel IIMS, двома курсовими кулеметами і закритою кабіною. Декілька останніх оснащувались двигуном Kestrel V (48 екз.)
- Fox IV — конвертація Fox II для використання двигуна Hispano-Suiza 12Ybrs
- Fox IV (Fox Floatplane) — британський варіант гідроплану для Перу.
- Fox VIR — бельгійський розвідник з двигуном Hispano-Suiza 12Ydrs потужністю 860 к.с. (26 екз.)
- Fox VIC — бельгійський двомісний винищувач (52 екз.)
- Fox VII (Mono-Fox або Kangourou) — бельгійський одномісний винищувач.
- Fox VIII — модифікація з трилопастним пропелером і можливістю встановлення ще чотирьох кулеметів в крилах. (12 екз.)

## Тактико-технічні характеристики
Дані з Consice Guide to British Aircraft of World War II

### Технічні характеристики (Fox I)
- Екіпаж: 2 особи
- Довжина: 9,5 м
- Висота: 3,25 м
- Розмах крила: 11,58 м
- Площа крила: 30,1 м ²
- Маса порожнього: 1183 кг
- Максимальна злітна маса: 1867 кг
- Двигун: Curtiss D-12
- Потужність: 480 к.с. (358 кВт)

### Льотні характеристики
- Максимальна швидкість: 251 км/год на рівні моря
- Дальність польоту: 1046 км
- Практична стеля: 5180 м

### Озброєння
- Стрілецьке:
  - 1 × 7,7-мм курсовий кулемет
  - 1 × 7,7-мм кулемет в кабіні стрільця
- Підвісне:
  - 209 кг бомб